# Mihkel Kütson
Mihkel Kütson (* 11. September 1971 in Tallinn, Estnische SSR) ist ein estnischer Dirigent.

## Leben und Musik
Mihkel Kütson schloss 1989 das Tallinner Musikgymnasium (estnisch Tallinna Muusikakeskkool) unter seinem Lehrer René Eespere ab. Von 1989 bis 1992 studierte er Chorleitung an der Estnischen Musikakademie. 1992 erhielt er ein Stipendium des Deutschen Akademischen Austauschdienstes (DAAD), um in Deutschland sein Studium fortzusetzen. An der Hochschule für Musik und Theater Hamburg studierte Kütson in der Dirigierklasse bei Klauspeter Seibel.
1998 wurde Mihkel Kütson zum ersten Gastdirigenten am Opern- und Konzerthaus Vanemuine in der südestnischen Stadt Tartu ernannt, ein Jahr später zum Generalmusikdirektor des Hauses und Chefdirigenten des Tartuer Sinfonieorchesters. 1999 wurde er mit dem Förderpreis beim Wettbewerb der deutschen Musikhochschulen in Weimar ausgezeichnet und nahm in diesem Zusammenhang an einem Meisterkurs von Gerhard Markson beim National Symphony Orchestra of Ireland teil.
Von 2002 bis 2006 war Kütson Erster Kapellmeister an der Niedersächsischen Staatsoper in Hannover. Von 2007 bis 2012 war er Generalmusikdirektor am Schleswig-Holsteinischen Landestheater. Seit 2012 bekleidet er diese Position beim Theater Krefeld und Mönchengladbach.

## Auszeichnungen
Kütson wurde 2002 in das Förderprogramm „Forum Dirigieren“ des Deutschen Musikrats aufgenommen. Im Oktober 2006 erhielt er den Deutschen Dirigentenpreis.